# Pterolophia jacta
Pterolophia jacta là một loài bọ cánh cứng trong họ Cerambycidae.